# Dalar (vattendrag)
Dalar är ett vattendrag i Armenien. Det ligger i den centrala delen av landet, 30 kilometer norr om huvudstaden Jerevan.
Trakten runt Dalar består i huvudsak av gräsmarker. Runt Dalar är det ganska tätbefolkat, med 149 invånare per kvadratkilometer.